# Liste der Bodendenkmäler in Monheim (Schwaben)
Auf dieser Seite sind die Bodendenkmäler in der schwäbischen Gemeinde Monheim zusammengestellt. Diese Tabelle ist eine Teilliste der Liste der Bodendenkmäler in Bayern. Grundlage ist die Bayerische Denkmalliste, die auf Basis des Bayerischen Denkmalschutzgesetzes vom 1. Oktober 1973 erstmals erstellt wurde und seither durch das Bayerische Landesamt für Denkmalpflege geführt wird. Die folgenden Angaben ersetzen nicht die rechtsverbindliche Auskunft der Denkmalschutzbehörde.

## Bodendenkmäler der Gemeinde Monheim

### Gemarkung Flotzheim
| Lage                 | Objekt | Akten-Nr.     | Bild |
| -------------------- | --- | ------------- | ---- |
| Flotzheim (Standort) | Villa rustica der römischen Kaiserzeit. | D-7-7130-0073 |      |
| Flotzheim (Standort) | Villa rustica der römischen Kaiserzeit. | D-7-7130-0074 |      |
| Flotzheim (Standort) | Siedlung des Neolithikums, Villa rustica der römischen Kaiserzeit. | D-7-7130-0075 |      |
| Flotzheim (Standort) | Villa rustica der römischen Kaiserzeit. | D-7-7130-0115 |      |
| Flotzheim (Standort) | Siedlung der römischen Kaiserzeit. | D-7-7130-0246 |      |
| Flotzheim (Standort) | Mittelalterliche und frühneuzeitliche Befunde im Bereich der Katholischen Pfarrkirche Mariä Himmelfahrt in Flotzheim und ihrer Vorgängerbauten, mit befestigtem Friedhof. | D-7-7130-0301 |      |
| Flotzheim (Standort) | Schlagplatz des Paläolithikums. | D-7-7130-0363 |      |
| Flotzheim (Standort) | Schlagplatz des Mesolithikums. | D-7-7130-0364 |      |
| Flotzheim (Standort) | Schlagplatz des Mesolithikums. | D-7-7130-0365 |      |
| Flotzheim (Standort) | Siedlung vor- und frühgeschichtlicher Zeitstellung. | D-7-7131-0002 |      |
| Flotzheim (Standort) | Grabhügel vorgeschichtlicher Zeitstellung. | D-7-7131-0052 |      |
| Flotzheim (Standort) | Siedlung der römischen Kaiserzeit. | D-7-7131-0069 |      |

### Gemarkung Itzing
| Lage              | Objekt | Akten-Nr.     | Bild |
| ----------------- | --- | ------------- | ---- |
| Itzing (Standort) | Grabhügel vorgeschichtlicher Zeitstellung.                                                                                             | D-7-7130-0080 |      |
| Itzing (Standort) | Mittelalterliche und frühneuzeitliche Befunde im Bereich der Katholischen Pfarrkirche St. Michael in Itzing und ihrer Vorgängerbauten. | D-7-7130-0249 |      |
| Itzing (Standort) | Siedlung des Neolithikums. | D-7-7130-0320 |      |
| Itzing (Standort) | Siedlung des Neolithikums. | D-7-7130-0321 |      |
| Itzing (Standort) | Abgegangene Mühle der frühen Neuzeit (Spitzmühle).                                                                                     | D-7-7131-0071 |      |

### Gemarkung Kölburg
| Lage               | Objekt                                                                                   | Akten-Nr.     | Bild |
| ------------------ | ---------------------------------------------------------------------------------------- | ------------- | ---- |
| Kölburg (Standort) | Grabhügel vorgeschichtlicher Zeitstellung.                                               | D-7-7131-0039 |      |
| Kölburg (Standort) | Viereckschanze der jüngeren Latènezeit.                                                  | D-7-7131-0068 |      |
| Kölburg (Standort) | Befunde der frühen Neuzeit im Bereich der Katholischen Kapelle St. Apollonia in Kölburg. | D-7-7131-0073 |      |

### Gemarkung Monheim
| Lage               | Objekt | Akten-Nr.     | Bild |
| ------------------ | --- | ------------- | ---- |
| Monheim (Standort) | Siedlung vor- und frühgeschichtlicher Zeitstellung. | D-7-7131-0015 |      |
| Monheim (Standort) | Grabhügel vorgeschichtlicher Zeitstellung. | D-7-7131-0016 |      |
| Monheim (Standort) | Mittelalterliche und frühneuzeitliche Befunde im Bereich des abgegangenen Benediktinerinnenklosters und der ehemalige Klosterkirche und heutigen Katholischen Stadtpfarrkirche St. Walburga in Monheim. | D-7-7131-0075 |      |
| Monheim (Standort) | Mittelalterliche Stadtbefestigung von Monheim. | D-7-7131-0076 |      |
| Monheim (Standort) | Mittelalterliche und frühneuzeitliche Befunde im Bereich der befestigten Kernstadt von Monheim. | D-7-7131-0077 |      |
| Monheim (Standort) | Mittelalterliche und frühneuzeitliche Befunde im Bereich der Katholischen Peterskapelle von Monheim und ihrer Vorgängerbauten.                                                                          | D-7-7131-0080 |      |
| Monheim (Standort) | Mittelalterlicher oder frühneuzeitlicher Vorgängerbau der sog. Brandkapelle. | D-7-7131-0081 |      |
| Monheim (Standort) | Mittelalterliche und frühneuzeitliche Befunde im Bereich des frühneuzeitlichen Pflegschlosses von Monheim.                                                                                              | D-7-7131-0082 |      |

### Gemarkung Otting
| Lage              | Objekt                                     | Akten-Nr.     | Bild |
| ----------------- | ------------------------------------------ | ------------- | ---- |
| Otting (Standort) | Grabhügel vorgeschichtlicher Zeitstellung. | D-7-7130-0039 |      |

### Gemarkung Rehau
| Lage             | Objekt | Akten-Nr.     | Bild |
| ---------------- | --- | ------------- | ---- |
| Rehau (Standort) | Mittelalterliche und frühneuzeitliche Befunde im Bereich der Katholischen Filialkirche St. Johannes Baptist in Rehau und ihrer Vorgängerbauten. | D-7-7131-0083 |      |

### Gemarkung Ried
| Lage            | Objekt | Akten-Nr.     | Bild |
| --------------- | --- | ------------- | ---- |
| Ried (Standort) | Siedlung der Hallstatt- und Latènezeit; Ringwall vor- und frühgeschichtlicher Zeitstellung.                                            | D-7-7131-0036 |      |
| Ried (Standort) | Mittelalterliche und frühneuzeitliche Befunde im Bereich der Katholischen Filialkirche St. Kastulus in Ried und ihrer Vorgängerbauten. | D-7-7131-0085 |      |

### Gemarkung Warching
| Lage                | Objekt | Akten-Nr.     | Bild |
| ------------------- | --- | ------------- | ---- |
| Warching (Standort) | Grabhügel vorgeschichtlicher Zeitstellung.                                                                       | D-7-7131-0020 |      |
| Warching (Standort) | Grabhügel vorgeschichtlicher Zeitstellung.                                                                       | D-7-7131-0021 |      |
| Warching (Standort) | Siedlung vor- und frühgeschichtlicher Zeitstellung.                                                              | D-7-7131-0022 |      |
| Warching (Standort) | Mittelalterliche und frühneuzeitliche Befunde im Bereich der Katholischen Filialkirche St. Nikolaus in Warching. | D-7-7131-0087 |      |

### Gemarkung Weilheim
| Lage                | Objekt | Akten-Nr.     | Bild |
| ------------------- | --- | ------------- | ---- |
| Weilheim (Standort) | Grabhügel vorgeschichtlicher Zeitstellung.                                                                                   | D-7-7130-0045 |      |
| Weilheim (Standort) | Mittelalterliche und frühneuzeitliche Befunde im Bereich der Katholischen Pfarrkirche St. Lucia und St. Ottilia in Weilheim. | D-7-7130-0251 |      |
| Weilheim (Standort) | Viereckschanze der späten Latènezeit.                                                                                        | D-7-7131-0005 |      |

### Gemarkung Wittesheim
| Lage                  | Objekt | Akten-Nr.     | Bild           |
| --------------------- | --- | ------------- | -------------- |
| Wittesheim (Standort) | Grabhügel vorgeschichtlicher Zeitstellung.                                                                                                 | D-7-7131-0008 |                |
| Wittesheim (Standort) | Grabhügel vorgeschichtlicher Zeitstellung.                                                                                                 | D-7-7131-0009 |                |
| Wittesheim (Standort) | Grabhügel vorgeschichtlicher Zeitstellung.                                                                                                 | D-7-7131-0010 |                |
| Wittesheim (Standort) | Siedlung der Hallstattzeit und Viereckschanze der Spätlatènezeit.                                                                          | D-7-7131-0011 | weitere Bilder |
| Wittesheim (Standort) | Rechteckige Wallanlage vor- oder frühgeschichtlicher Zeitstellung.                                                                         | D-7-7131-0012 |                |
| Wittesheim (Standort) | Gräberfeld des Frühmittelalters. | D-7-7131-0013 |                |
| Wittesheim (Standort) | Körpergräber vor- oder frühgeschichtlicher Zeitstellung.                                                                                   | D-7-7131-0014 |                |
| Wittesheim (Standort) | Mittelalterliche und frühneuzeitliche Befunde im Bereich der Katholischen Pfarrkirche St. Emmeram in Wittesheim und ihrer Vorgängerbauten. | D-7-7131-0091 |                |
| Wittesheim (Standort) | Befunde der frühen Neuzeit im Bereich der Katholischen Filialkirche St. Johann Nepomuk in Liederberg.                                      | D-7-7131-0093 |                |
| Wittesheim (Standort) | Grabhügel vorgeschichtlicher Zeitstellung.                                                                                                 | D-7-7131-0099 |                |